# Дал (блюдо)

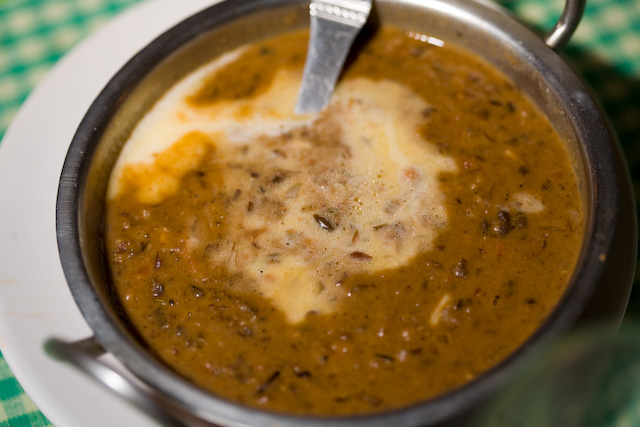
Блюдо «дал макхани»

Дал (также дхал, даал; хинди दाल, канн. ತೊವ್ವೆ) — сушёные дроблёные бобовые (чечевица, горох, фасоль), которые не требуют замачивания перед приготовлением. Составляют важную часть индийской кухни и кухонь стран Южной Азии: Бангладеш, Бутана, Мальдив, Непала, Пакистана и Шри-Ланки. Этот термин также часто используется для различных супов, приготовленных из этих бобовых.
При этом, дал может быть и кашей, и супом, и рагу.
Чаще всего дал готовят в виде супа, в который для вкуса добавляют порошок карри, кокосовое молоко, лимонный сок, помидоры, чеснок и обжаренный лук. Дал готовят из различных зернобобовых культур, в том числе из красной чечевицы, урда, маша, нута, голубиного гороха.

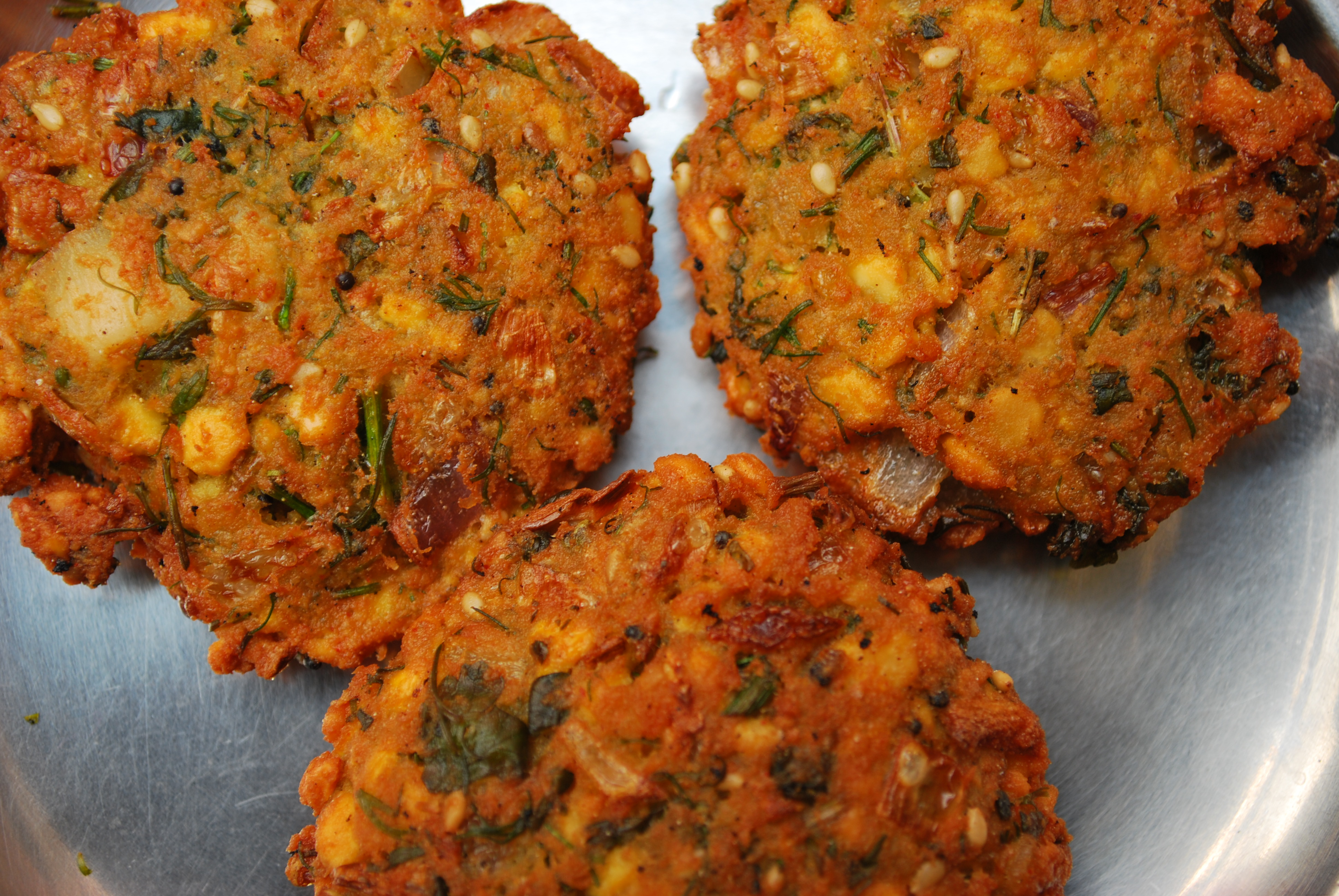
Дал (paruppu) — главный ингредиент индийской закуски вада

Шелуху можно снимать, а можно и не снимать. Почти все виды дала бывают трех видов: неочищенный или сабут (sabut, что на хинди означает целый), например, sabut urad dal или mung sabut; расщепленный с челухой, оставленной на половинках, называется chilka (что на хинди означает ракушка), например, chilka urad dal, mung dal chilka; разделённый и лущёный или dhuli (мытый), например, urad dhuli или mung dhuli на хинди/урду.
Дал часто едят с лепешками, такими как ротис или чапати, или с рисом. Последняя комбинация называется dal bhat на непальском, бенгальском и маратхи. Дал бхат с одним или двумя видами овощей является одним из основных блюд в Непале.
Некоторые виды дала жарят, солят и едят как сухие закуски, а различные пикантные закуски готовят путём обжаривания пасты из замоченных и измельченных далов в различных комбинациях, к которым добавляются другие ингредиенты, такие как специи и орехи (обычно кешью).